# Agnis Čavars
Agnis Čavarst, né le 31 juillet 1986 à Ķekava, est un joueur letton professionnel de basket à trois qui est classé dans les années 2020 dans le top 10 mondial en individuel.
Il joue pour le club de Riga et l'équipe de Lettonie masculine de Basket 3x3.
En équipe nationale, il contribue aux succès aux championnats d'Europe (l'or en 2017, l'argent en 2018) et du Monde (l'argent en 2019).
Pour les Jeux olympiques d'été de 2020, il est désigné porte-drapeau de sa délégation avec sa compatriote Jeļena Ostapenko. Pour ce premier tournoi olympique, il est associé à Edgars Krūmiņš, Kārlis Lasmanis et Nauris Miezis ; ils finissent troisième de la phase de qualification et ils passent par un les quarts pour la phase finale où ils battront les Japonais, les Belges et les Russes (21-18 pour la finale).